# Limanowa (gromada)
Limanowa – dawna gromada, czyli najmniejsza jednostka podziału terytorialnego Polskiej Rzeczypospolitej Ludowej w latach 1954–1972.
Gromady, z gromadzkimi radami narodowymi (GRN) jako organami władzy najniższego stopnia na wsi, funkcjonowały od reformy reorganizującej administrację wiejską przeprowadzonej jesienią 1954 do momentu ich zniesienia z dniem 1 stycznia 1973, tym samym wypierając organizację gminną w latach 1954–1972.
Gromadę Limanowa z siedzibą GRN w mieście Limanowa (nie wchodzącym w jej skład) utworzono – jako jedną z 8759 gromad na obszarze Polski – w powiecie limanowskim w woj. krakowskim, na mocy uchwały nr 23/IV/54 WRN w Krakowie z dnia 6 października 1954. W skład jednostki weszły obszary dotychczasowych gromad Łososina Górna, Koszary, Pasierbiec, Walowa Góra, Bałażówka, Sowliny i Lipowe ze zniesionej gminy Limanowa, miejscowość Zadziele z dotychczasowej gromady Zamieście ze zniesionej gminy Tymbark oraz miejscowość Słopnice Lipowskie ze zniesionej gminy Słopnice w tymże powiecie. Dla gromady ustalono 27 członków gromadzkiej rady narodowej.
30 czerwca 1960 do gromady Limanowa przyłączono obszary zniesionych gromad Mordarka i Młynne.
31 grudnia 1961 z gromady Limanowa wyłączono wieś Mordarka włączając ją do gromady Stara Wieś.
Gromada przetrwała do końca 1972 roku, czyli do kolejnej reformy gminnej. 1 stycznia 1973 reaktywowano gminę Limanowa.